# ミュージアム・マガジン・ドーム
ミュージアム・マガジン・ドーム（Museum Magazine DOMEはは、日本文教出版がかつて発行していた、美術館・博物館の教育普及活動（ミュージアム・エデュケーション）を主題とした雑誌。誌名の「ドーム（DOME）」は、”Document Of Museum Education”の略。日本国内各地の美術館・博物館に取材し、ワークショップ、鑑賞体験のサポート、来館者サービスなど、特色ある教育普及活動を紹介した。また、さまざまなシンポジウムも取材、美術館・博物館の在り方を問う記事も掲載した。隔月刊で1992年4月から2006年2月まで全84号が刊行された。編集長は山本育夫。

## 各号の特集名
- 今、起こりつつある波（1号）
- ≪調査中≫（2号）
- 等身大のワークショップ 動物の目の高さで、子どもの目の高さで、街の目の高さでの冒険。（3号）
- 二つのシンポジウムを巡って（1）日本ドイツ美術館教育シンポジウムと行動1992「街から美術館ヘ・美術館から街ヘ」（4号）
- 二つのシンポジウムを巡って（2）美術館教育普及国際シンポジウム 「市民と美術館」（5号）
- 二つのシンポジウムを巡って（3）美術館教育普及国際シンポジウム 「市民と美術館」（6号）
- DOME創刊一周年記念インタビュー（7号）
- 心身障害者とミュージアム（8号）
- 子ども論（9号）
- 文学館に行く（10号）
- ワークショップと造形遊び（11号）
- 日本美術の読み方（12号）
- 保存・修復のレッスン:美術品のお医者さん（13号）
- 海外のミュージアムにタッチする（14号）
- ここでしか味わえないな、この感じ（15号）
- 問われはじめた「私たちの美術や美術館」像（16号）
- いい顔は心がけしだい。いい顔してる?ミュージアム!（17号）
- ミュージアムにおける、言葉の役割について考える（18号）
- ワークショップという作法（19号）
- とんでもなく素敵な、美術教師たち（20号）
- マルチメディア時代の、ミュージアム像（21号）
- 見世物小屋から美術館へ（22号）
- あの街でこの街で、広がる試み、美術館教育（23号）
- 展覧会のバースディ（24号）
- 博物館の底力（25号）
- 国家が美術館を支配した日（25号）
- 子どもとミュージアム考（26号）
- シンポジウムを追いかけて（26号）
- インターネットで深夜に授業、インターネットで展覧会（27号）
- アート・ドキュメンテーションの現在形（27号）
- 日本美術、再見（28号）
- 学校の「図工・美術」が消滅する?（28号）
- 東北、文学紀行（29号）
- パソコンを使って「私のむらの美術館づくり」（29号）
- 緊急討議、これでいいのか?「学芸員問題」（30号）
- 「博物館法」施行規則改定の問題点を探る（30号）
- 展覧会のオムニバス（31号）
- シンポジウムの楽しみ方（32号）
- これがヴァーチャル・ミュージアム（33号）
- 地域博物館について考える（34号）
- 子どもミュージアムドキュメント（35号）
- ここまでできる!最新ミュージアム・エデュケーション（36号）
- 最新ミュージアム・エデュケーション、第2弾 上野の森で何が起こった?（37号）
- 緊急アンケート報告 「国立博物館・美術館、文化財研究所などの、民営化?決定!?」 （37号）
- 美術館の写真、写真の美術館（38号）
- 博物館や美術館とは、何だったのか?そして、誰のためにあったのか?（39号）
- 展覧会カタログを「見物」する。（40号）
- 教育的な展覧会の可能性（41号）
- 美術史学会東支部シンポジウム「国立博物館、美術館、文化財研究所などの独立行政法人化問題について」ドキュメント（41号）
- 「なぜこれがアートなの?」展が仕掛けたもの（42号）
- 「アートで人を育てよう!」公開シンポジウム・ドキュメント（42号）
- この国は、まだ「天心の夢の中」にいる（43号） 茨城県天心記念五浦美術館開館記念シンポジウム「天心と近代日本美術のあゆみ」完全再録（43号）
- 市民が参加してつくった展覧会（44号）
- ビオトープは、生きているミュージアム（44号）
- アートが変わる、社会が変わる（45号）
- 海外の国立博物館・美術館の「民営化度」最新データ・チェック（46号）
- ひろしま美術館の「ゴッホのドービニーの庭」、静岡県立美術館の「東アジア/油画近代」展、岡山県立美術館の「常設展観察日記」をめぐる、3つのエピソード（47号）
- 21世紀の美術館像を求めて（48号）
- だからがんばる、サンショウは小粒でもピリリッと館!（49号）
- 学芸員の腕前拝見、ここまでやるぞ、ミュージアム・コレクション展（50号）
- ミュージアムカタログから、展覧会や時代の気配を読みとるのだ（51号）
- 独立行政法人時代のミュージアム像を求めて:「情報公開」・「市民参加」・「エンタティンメント」・「センター」がキーワード?（52号）
- 博物館は何ができるか（53号）
- 一味ちがうぞ、エデュケーショナル・エキジビジョン（54号）
- 緊急シンポジウム:独立行政法人化で何が変わるか（55号）
- 子どもたちが、自分で博物館に出かける日（56号）
- 「博物館評価」という怪物がやってくる!?（57号）
- ワタリウム美術館「子どもたちの100の言葉」の幸福（58号）
- 「地物」はおいしい、こくもある（59号）
- お待たせしました、これが福岡のミュージアム・エデュケーション最前線!（60号）
- アートプロジェクトに、学芸員実習に、地域とふれあう大学生パワー（61号）
- ニューヨーク―ロンドン ミュージアム・エデュケーション進行形（62号）
- 民博変わった?民博変わった!（63号）
- チルドレン!チルドレン!（64号）
- キュレイションが光る、ちょっと味のある展示（65号）
- デジタルしてる?ミュージアム（66号）
- 昭和30年代再現展示、懐かしさのチカラ（67号）
- 空もでっかい、ほっかいどう。（68号）
- 「もう一つのミュージアム」と「もう一つのスクール」（69号）
- まちやミュージアムをツアーする楽しみ（70号）
- アーティストとミュージアムの、新しい関係?（71号）
- 芦屋市立美術博物館の、存在感（72号）
- ミュージアムとNPOの、幸福な昼下がり（73号）
- 初夏のミュージアム、のんびり散歩（74号）
- 話題のシンポジウム「美術館・博物館はなぜ必要か?」ほぼ完全収録!（75号）
- フツーのことを、いつでもきちんと（76号）
- 歴博変わった?歴博かわった!（76号）
- ドキュメント・川崎市市民ミュージアム改革の行方（77号）
- 住民や利用者とともに育つ、やわらかな公共施設（78号）
- こうあるべきだのミュージアム像から、少し離れて（79号）
- まちはミュージアム!初夏の東京観光文学散歩（80号）
- ようやく産みの苦しみをともなうミュージアムが出てくる時代に（81号）
- 東博変わった?東博変わった!目に見える変化のラッシュ。合い言葉は「観客のために!」（82号）
- 全国のおもしろ「カタログ+セルフガイド+ドキュメント+広報」大集合（83号）
- 山梨県立博物館かいじあむのバースデイ（84号）

## 美術館・博物館における「教育・普及」
美術館・博物館における「教育・普及」という用語を説明したものに下記がある。
- artscape Artword（アートワード）